# Kühtai
Das Kühtai ist ein Wintersportort in den Stubaier Alpen am Kühtaisattel zwischen dem Nedertal im Westen und dem Sellraintal im Osten. Er gehört zur Gemeinde Silz, Bezirk Imst, Tirol.

## Lage und Bevölkerung

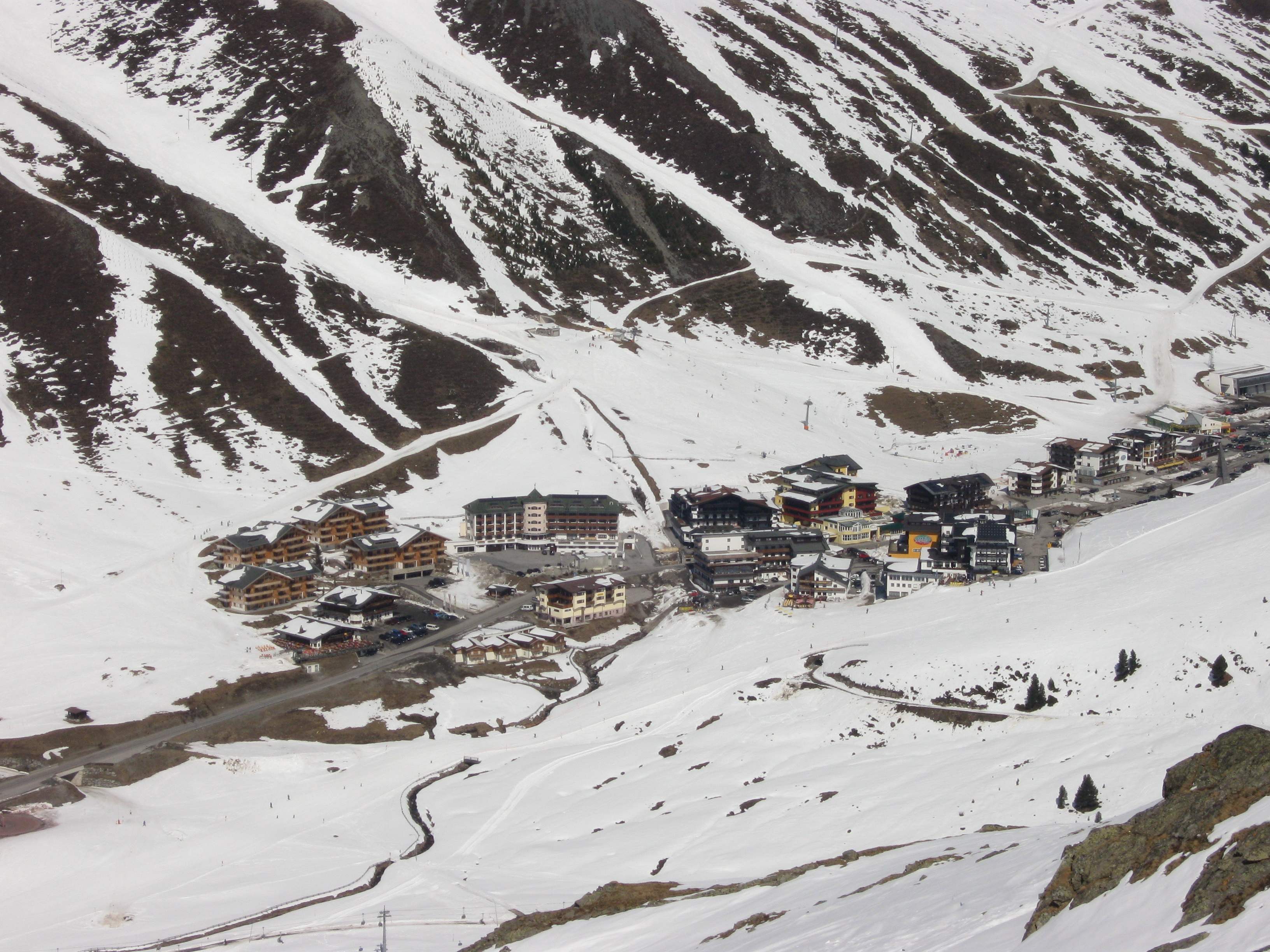
Der Silzer Ortsteil und Wintersportort Kühtai

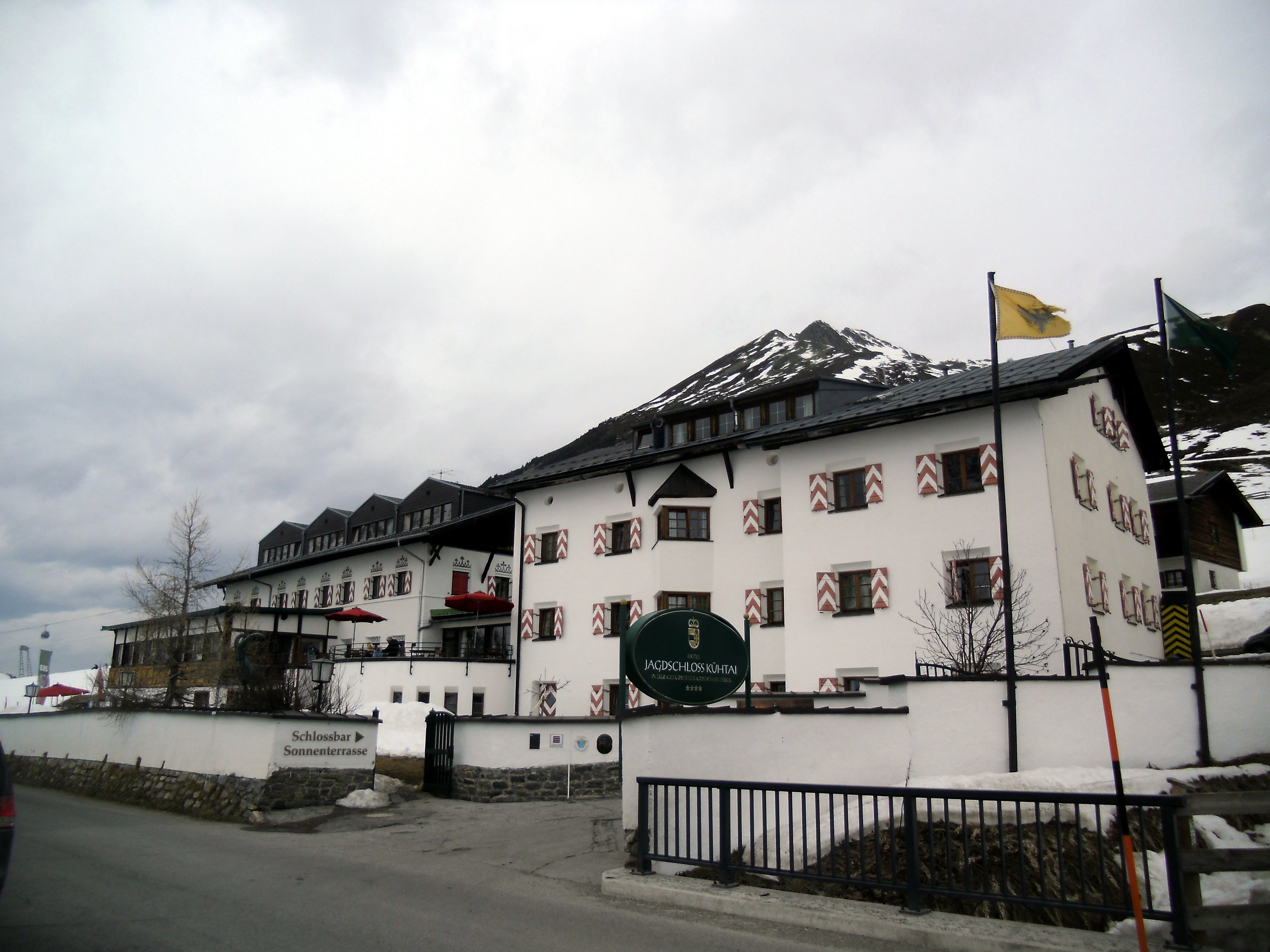
Das Jagdschloss von 1622 (links) mit Neubau (rechts)

Der Ort befindet sich in einer Höhe von rund 2020 m und ist einer der höchstgelegenen Skiorte Österreichs. Er ist durch die Sellraintalstraße (L 13) aus dem Inntal und durch die Kühtaistraße (L 237) aus dem Ötztal erschlossen.

## Geschichte
Ursprünglich gab es hier einen Schwaighof, die Chutay (Kuhalm). Diese wird um 1288 im Besitz- und Einkünfteverzeichnis der Grafen von Tirol zum ersten Mal erwähnt. 1497 erhielt der spätere Kaiser Maximilian I. das Recht, hier zu jagen. Erzherzog Leopold V. ließ den Schwaighof 1622 zu einem Jagdschloss umbauen und 1624 einen Fahrweg von Sellrain anlegen. Kaiser Franz Joseph I. kaufte das Jagdschloss 1893 zurück und nutzte es als Ausgangspunkt zur Murmeltierjagd. Über seine Enkeltochter Hedwig kam es an die Grafen zu Stolberg-Stolberg, die es zu einem Wintersporthotel umwandelten. Seit 2016 wurde es von neuen Eigentümern modernisiert.
Schon in den 1930er Jahren hielten sich im Kühtai Bergsteiger und Sommerurlauber auf. Das Jagdschloss wurde Ende des 19. Jahrhunderts zu einem Schlosshotel umgebaut. Die zu Beginn des 20. Jahrhunderts aufkommende Skifahrwelle erreicht bald auch Österreich-Ungarn und damit das Kühtai. Ausgehend vom k.u.k. Arbeits- und Ackerbauministerium wurde der Ort 1909 als Skigebiet erschlossen. Von 1938 bis 1947 gehörte das Kühtai zur Gemeinde St. Sigmund im Sellrain. Nach dem Zweiten Weltkrieg wuchs das Kühtai rasch zu einem Hoteldorf heran und ist heute ein beliebtes Wander- und Skigebiet. 1976/77 wurde die Kirche Mariä Heimsuchung errichtet.
Im Rahmen der Olympischen Jugend-Winterspiele 2012 wurden hier die Snowboard- und Freestyle-Wettbewerbe ausgetragen. Ende Dezember 2014 fanden erstmals Weltcuprennen der Damen im Kühtai statt (als Ersatz für abgesagte Rennen in Semmering).

## Kultur und Sehenswürdigkeiten
- Expositurkirche Kühtai
- Jagdschloss Kühtai mit Hofkapelle Kühtai

## Touristische Erschließung
Im Bereich der Ortschaft liegen die Schutzhäuser Dortmunder Hütte ⊙, die Gasthöfe Dreiseenhütte, Graf Ferdinand-Hütte, Kaiser Maximilian-Hütte und das Ferienheim Mittergrathütte, und die Almen Stockach und Untere Issalm, sowie das Kraftwerk Kühtai.
Im Kühtai in unmittelbarer Nähe zur Passhöhe befand sich das ungerichtete Funkfeuer (NDB) KTI.
Zwischen Spätherbst 2018 und Frühjahr 2019 gab es heftige Diskussionen über ein neues Schigebiet im Bereich Feldring/Schafjoch. Die Projektwerber zogen das Projekt, das bereits zur UVE-Prüfung beim Land eingereicht war, allerdings wieder zurück und starteten einen Dialogprozess, der ergebnislos endete.
Wie in Oetz wurde auch im Kühtai ein Investorenmodell in Form einer Appartementanlage errichtet. 2016 wechselte das geschichtsträchtige und aus dem 17. Jh. stammende Jagdschloss mit der Hofkapelle in Kühtai ihren Besitzer und wurde mit einem „Buy-to-Let-Modell“ (Investorenmodell) für Luxus-Immobilien vereinigt. Ganz in der Nähe davon ist ein weiteres Hotel-Projekt geplant, das wahrscheinlich ebenfalls auf einem Investorenmodell basieren wird.

### Wintersport

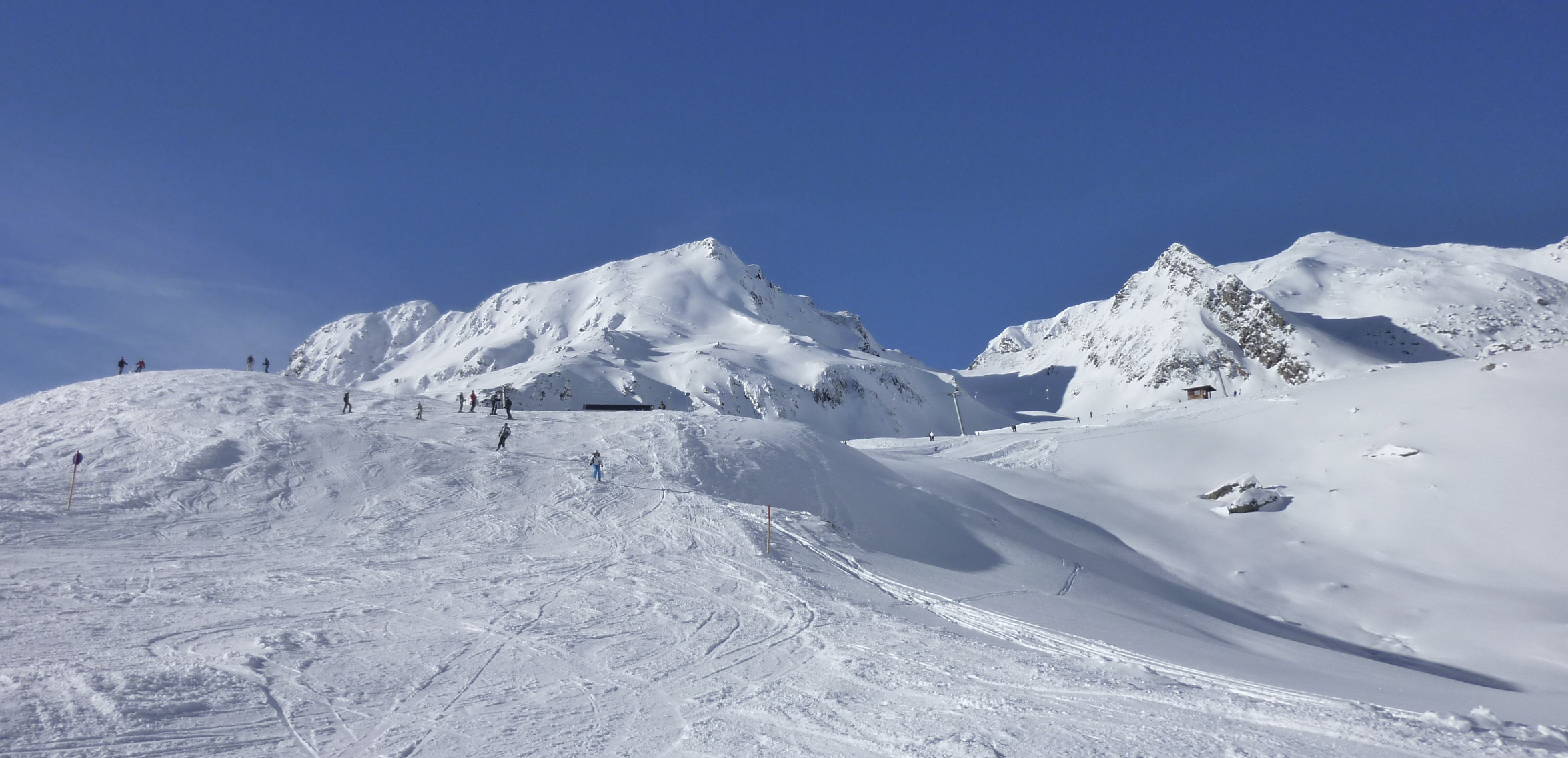
Skigebiet Kühtai

Das Skigebiet Kühtai verfügt über 10 Liftanlagen und 49 Pistenkilometer und bietet aufgrund der Höhenlage eine lange Wintersportsaison mit schneesicheren Bedingungen bis ins Frühjahr. Es ist Teil des Skiverbunds Kühtai-Hochoetz.
Neben dem Skifahren bietet das Kühtai auch Möglichkeiten für andere Wintersportarten wie Langlaufen und Rodeln. Die rund 1,3 km lange beleuchtete Rodelbahn vom Graf-Ferdinand-Haus verfügt über einen separaten Aufstiegsweg.